# Singrauli
Singrauli (Hindi: सिंगरौली) ist eine Stadt im indischen Bundesstaat Madhya Pradesh.
Singrauli ist Verwaltungssitz des am 24. Mai 2008 gegründeten gleichnamigen Distrikts im Osten von Madhya Pradesh. Die nationale Fernstraße NH 75 verläuft unweit der Stadt.
Der Stausee Govind Ballabh Pant Sagar befindet sich zehn Kilometer östlich von Singrauli. Im Umkreis der Stadt befinden sich Kohlegruben.
Die Stadt hatte beim Zensus 2011 220.257 Einwohner.